# Список пісень Rammstein
Нижче представлено список пісень німецького гурту Rammstein, який грає в жанрі Neue Deutsche Härte. Станом на лютий 2020 року в них налічується 90 пісень. З моменту свого заснування в 1994 році вони випустили 6 студійних альбомів, 2 концертні альбоми та 3 відеоальбоми. Наразі, їх останнім альбомом є Zeit, випущений в 2022 році.
Тексти пісень порушують похмурі і часто суперечливі чи навіть скандальні теми (як наприклад композиція «Mein Teil», натхнена історією канібала з Ротенбурга). Вони торкаються різних осіб і різних сфер життя, як наприклад сексу («Bück dich», «Pussy») або наркотиків («Adios»), політики («Amerika», «Links 2 3 4»), садизму («Ich tu dir weh»), некрофілії («Heirate mich»), гомосексуальності («Mann gegen Mann») чи педофілії («Laichzeit», «Tier», «Spiel mit mir»). Але є і лірика («Ohne dich», «Wo bist du», «Frühling in Paris», «Mutter», «Stirb nicht vor mir», «Klavier» тощо). Наприклад, пісня «Rosenrot» складена за мотивами казки братів Грімм «Біляночка та Трояндочка». Автором більшості оригінальних текстів гурту Rammstein є вокаліст гурту Тілль Ліндеманн. Нецензурну лексику він використовує вкрай рідко, а основний провокаційний ефект досягається темою, смисловим навантаженням тексту. Літературний герой зазвичай має якісь моральні вади і є втіленням темних сторін життя. З 1994 року незмінними солістами гурту є Тілль Ліндеманн, Ріхард Круспе, Пауль Ландерс, Крістіан Лоренц та Крістоф Шнайдер, які беруть участь в написанні пісень.

## Мови текстів пісень
Текст усіх пісень написаний німецькою мовою, окрім:
- «Pet Sematary» - англійська
- «Stripped» - англійська
- «Te quiero puta!» - іспанська
- «Amerika» - німецька та англійська
- «Pussy» - німецька та англійська
- «Stirb nicht vor mir (Don't Die Before I Do)» - німецька та англійська
- «Moskau» - німецька та російська

Пісні які існують в двох варіантах - німецькою мовою та англійською мовою:
- «Du Hast»
- «Engel»

Крім того, існують дві версії пісні «Amerika», обидві мають частини німецькою та англійською мовами, але в одній німецької більше, а в іншій більше англійської.

## Список
Пісні випущені як сингли позначені сірим кольором. 
| 0-9 A B D E F G H I K L M N O P R S T V W Z |

| Пісня                                                                | Альбом                | Рік публікації | Оф. відео на YouTube                           |
| -------------------------------------------------------------------- | --------------------- | -------------- | ---------------------------------------------- |
| 5/4                                                                  | Mutter                | 2002           |                                                |
| Adios                                                                | Mutter                | 2001           |                                                |
| Alter Mann                                                           | Sehnsucht             | 1997           |                                                |
| Amerika                                                              | Reise, Reise          | 2004           | [Архівовано 5 липня 2018 у Wayback Machine.]   |
| Amour                                                                | Reise, Reise          | 2004           |                                                |
| Asche zu Asche                                                       | Herzeleid             | 1995           |                                                |
| Ausländer                                                            | Rammstein             | 2019           | [Архівовано 31 серпня 2019 у Wayback Machine.] |
| Benzin                                                               | Rosenrot              | 2005           | [Архівовано 12 липня 2018 у Wayback Machine.]  |
| Bestrafe mich                                                        | Sehnsucht             | 1997           |                                                |
| Bück dich                                                            | Sehnsucht             | 1997           |                                                |
| B********                                                            | Liebe ist für alle da | 2009           |                                                |
| Dalai Lama                                                           | Reise, Reise          | 2004           |                                                |
| Das alte Leid                                                        | Herzeleid             | 1995           |                                                |
| Der Meister                                                          | Herzeleid             | 1995           |                                                |
| Deutschland                                                          | Rammstein             | 2019           | [Архівовано 12 серпня 2019 у Wayback Machine.] |
| Diamant                                                              | Rammstein             | 2019           |                                                |
| Donaukinder                                                          | Liebe ist für alle da | 2009           |                                                |
| Du hast                                                              | Sehnsucht             | 1997           | [Архівовано 27 червня 2018 у Wayback Machine.] |
| Du riechst so gut                                                    | Herzeleid             | 1995           | [Архівовано 1 лютого 2018 у Wayback Machine.]  |
| Eifersucht                                                           | Sehnsucht             | 1997           |                                                |
| Ein Lied                                                             | Rosenrot              | 2005           |                                                |
| Engel                                                                | Sehnsucht             | 1997           | [Архівовано 28 серпня 2018 у Wayback Machine.] |
| Feuer frei!                                                          | Mutter                | 2001           | [Архівовано 27 червня 2018 у Wayback Machine.] |
| Feuer und Wasser                                                     | Rosenrot              | 2005           |                                                |
| Frühling in Paris                                                    | Liebe ist für alle da | 2009           |                                                |
| Führe mich                                                           | Liebe ist für alle da | 2009           |                                                |
| Gib mir deine Augen                                                  | —                     | 2012           |                                                |
| Haifisch                                                             | Liebe ist für alle da | 2009           | [Архівовано 2 квітня 2018 у Wayback Machine.]  |
| Halleluja                                                            | —                     | 2001           | [Архівовано 1 березня 2018 у Wayback Machine.] |
| Hallomann                                                            | Rammstein             | 2019           |                                                |
| Halt                                                                 | Liebe ist für alle da | 2009           |                                                |
| Heirate mich                                                         | Herzeleid             | 1995           |                                                |
| Herzeleid                                                            | Herzeleid             | 1995           |                                                |
| Hilf mir                                                             | Rosenrot              | 2005           |                                                |
| Ich tu dir weh                                                       | Liebe ist für alle da | 2009           | [Архівовано 27 червня 2018 у Wayback Machine.] |
| Ich will                                                             | Mutter                | 2001           | [Архівовано 27 червня 2018 у Wayback Machine.] |
| Keine Lust                                                           | Reise, Reise          | 2004           | [Архівовано 27 червня 2018 у Wayback Machine.] |
| Klavier                                                              | Sehnsucht             | 1997           |                                                |
| Kokain                                                               | —                     | 1997           |                                                |
| Küss mich (Fellfrosch)                                               | Sehnsucht             | 1997           |                                                |
| Laichzeit                                                            | Herzeleid             | 1995           |                                                |
| Liebe ist für alle da                                                | Liebe ist für alle da | 2009           |                                                |
| Liese                                                                | Liebe ist für alle da | 2009           |                                                |
| Links 2 3 4                                                          | Mutter                | 2001           | [Архівовано 19 квітня 2020 у Wayback Machine.] |
| Los                                                                  | Reise, Reise          | 2004           |                                                |
| Mann gegen Mann                                                      | Rosenrot              | 2005           | [Архівовано 4 квітня 2018 у Wayback Machine.]  |
| Mehr                                                                 | Liebe ist für alle da | 2009           |                                                |
| Mein Herz Brennt                                                     | Mutter                | 2001           | [Архівовано 30 квітня 2018 у Wayback Machine.] |
| Mein Land                                                            | —                     | 2011           | [Архівовано 14 липня 2018 у Wayback Machine.]  |
| Mein Teil                                                            | Reise, Reise          | 2004           | [Архівовано 8 червня 2018 у Wayback Machine.]  |
| Morgenstern                                                          | Reise, Reise          | 2004           |                                                |
| Moskau (feat. Viktoria Fersh)                                        | Reise, Reise          | 2004           |                                                |
| Mutter                                                               | Mutter                | 2001           | [Архівовано 26 липня 2018 у Wayback Machine.]  |
| Nebel                                                                | Mutter                | 2001           |                                                |
| Ohne dich                                                            | Reise, Reise          | 2004           | [Архівовано 28 травня 2018 у Wayback Machine.] |
| Pussy                                                                | Liebe ist für alle da | 2009           |                                                |
| Radio                                                                | Rammstein             | 2019           | [Архівовано 1 лютого 2020 у Wayback Machine.]  |
| Rammlied                                                             | Liebe ist für alle da | 2009           | [Архівовано 18 квітня 2018 у Wayback Machine.] |
| Rammstein                                                            | Herzeleid             | 1995           | [Архівовано 30 грудня 2018 у Wayback Machine.] |
| Rein raus                                                            | Mutter                | 2001           |                                                |
| Reise, Reise                                                         | Reise, Reise          | 2004           | [Архівовано 6 січня 2019 у Wayback Machine.]   |
| Rosenrot                                                             | Rosenrot              | 2005           | [Архівовано 8 червня 2018 у Wayback Machine.]  |
| Roter Sand                                                           | Liebe ist für alle da | 2009           |                                                |
| Seemann                                                              | Herzeleid             | 1995           | [Архівовано 20 січня 2017 у Wayback Machine.]  |
| Sehnsucht                                                            | Sehnsucht             | 1997           | [Архівовано 4 грудня 2017 у Wayback Machine.]  |
| Sex                                                                  | Rammstein             | 2019           |                                                |
| Sonne                                                                | Mutter                | 2001           | [Архівовано 27 червня 2018 у Wayback Machine.] |
| Spiel mit mir                                                        | Sehnsucht             | 1997           | [Архівовано 5 травня 2018 у Wayback Machine.]  |
| Spieluhr                                                             | Mutter                | 2001           |                                                |
| Spring                                                               | Rosenrot              | 2005           |                                                |
| Stein um Stein                                                       | Reise, Reise          | 2004           |                                                |
| Stirb nicht vor mir (Don't Die Before I Do) (feat. Sharleen Spiteri) | Rosenrot              | 2005           |                                                |
| Tattoo                                                               | Rammstein             | 2019           |                                                |
| Te quiero puta!                                                      | Rosenrot              | 2005           |                                                |
| Tier                                                                 | Sehnsucht             | 1997           |                                                |
| Vergiss uns nicht                                                    | —                     | 2011           |                                                |
| Waidmanns Heil                                                       | Liebe ist für alle da | 2009           |                                                |
| Was ich liebe                                                        | Rammstein             | 2019           |                                                |
| Weisses Fleisch                                                      | Herzeleid             | 1995           |                                                |
| Weit weg                                                             | Rammstein             | 2019           |                                                |
| Wiener Blut                                                          | Liebe ist für alle da | 2009           |                                                |
| Wo bist du?                                                          | Rosenrot              | 2005           |                                                |
| Wollt ihr das Bett in Flammen sehen?                                 | Herzeleid             | 1995           | [Архівовано 27 червня 2018 у Wayback Machine.] |
| Zeig dich                                                            | Rammstein             | 2019           |                                                |
| Zerstören                                                            | Rosenrot              | 2005           |                                                |
| Zwitter                                                              | Mutter                | 2001           |                                                |

Кавер-версії
| Пісня        | Оригінальний виконавець | Рік публікації | Оф. відео на YouTube |
| ------------ | ----------------------- | -------------- | -------------------- |
| Das Modell   | Kraftwerk               | 1997           |                      |
| Pet Sematary | Ramones                 | 2001           |                      |
| Stripped     | Depeche Mode            | 1998           |                      |